# Nässjö

Nässjö es un pueblo situado en el sur de Suecia en la región de Småland. Pertenece al municipio de Nässjö y queda 40 kilómetros al sureste de Jönköping.

## Historia
Su historia comienza en 1864. Nässjö recibió su Carta Puebla en 1914. Es el único lugar en Suecia en donde las vías ferroviarias de seis diferentes partes del país convergen tanto con vagones de pasajeros y vagones de transporte en todos sus carriles. Hoy en día existe un museo ferroviario, Nässjö Järnvägsmuseum, que muestra a Nässjö como pueblo ferroviario pero que también muestra la historia ferroviaria de Suecia en general. 

## Educación
- Brinellgymnasiet es uno de los dos únicos bachilleratos de bandy en Suecia. Aquí también está el único bachillerato de deportes del país en bolo americano.
- Centralskolan, Educación secundaria
- Norråsaskolan, Educación secundaria
- Nässjö lärcenter, Orientación profesional

## Ciudades hermanadas y acuerdos de amistad
Nässjö participa activamente en la iniciativa de hermanamiento de ciudades promovida, entre otras instituciones, por la Unión Europea.
| - Brønderslev, Región de Nordjylland, Dinamarca - Eidsberg, Noruega |

## Personajes descatados
Nässjö es el pueblo de Backyard Babies. Otro personaje con raíces en la localidad es Johan August Brinell.

## Fotografías

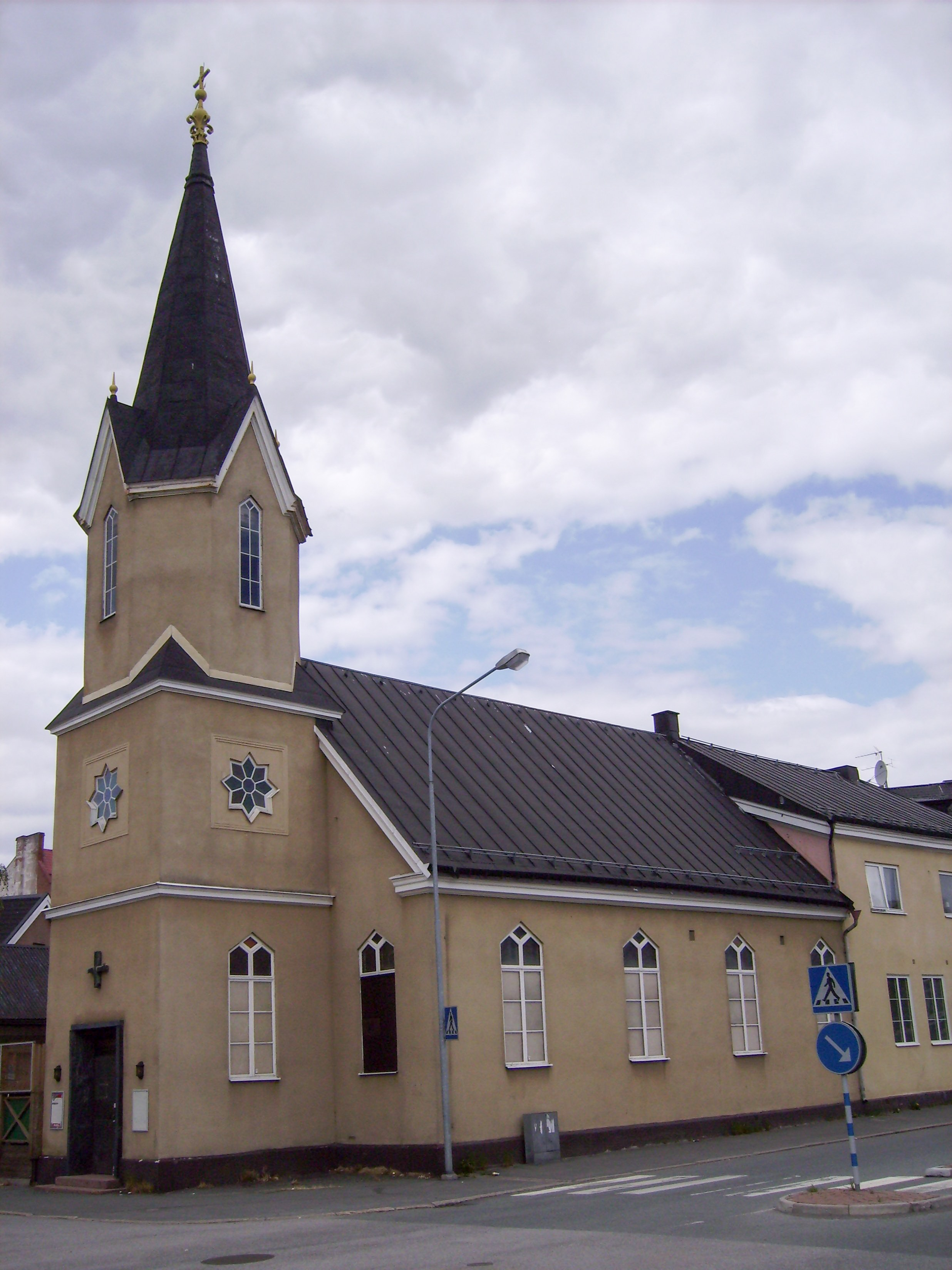
Brotsabrokyrkan en Nässjö
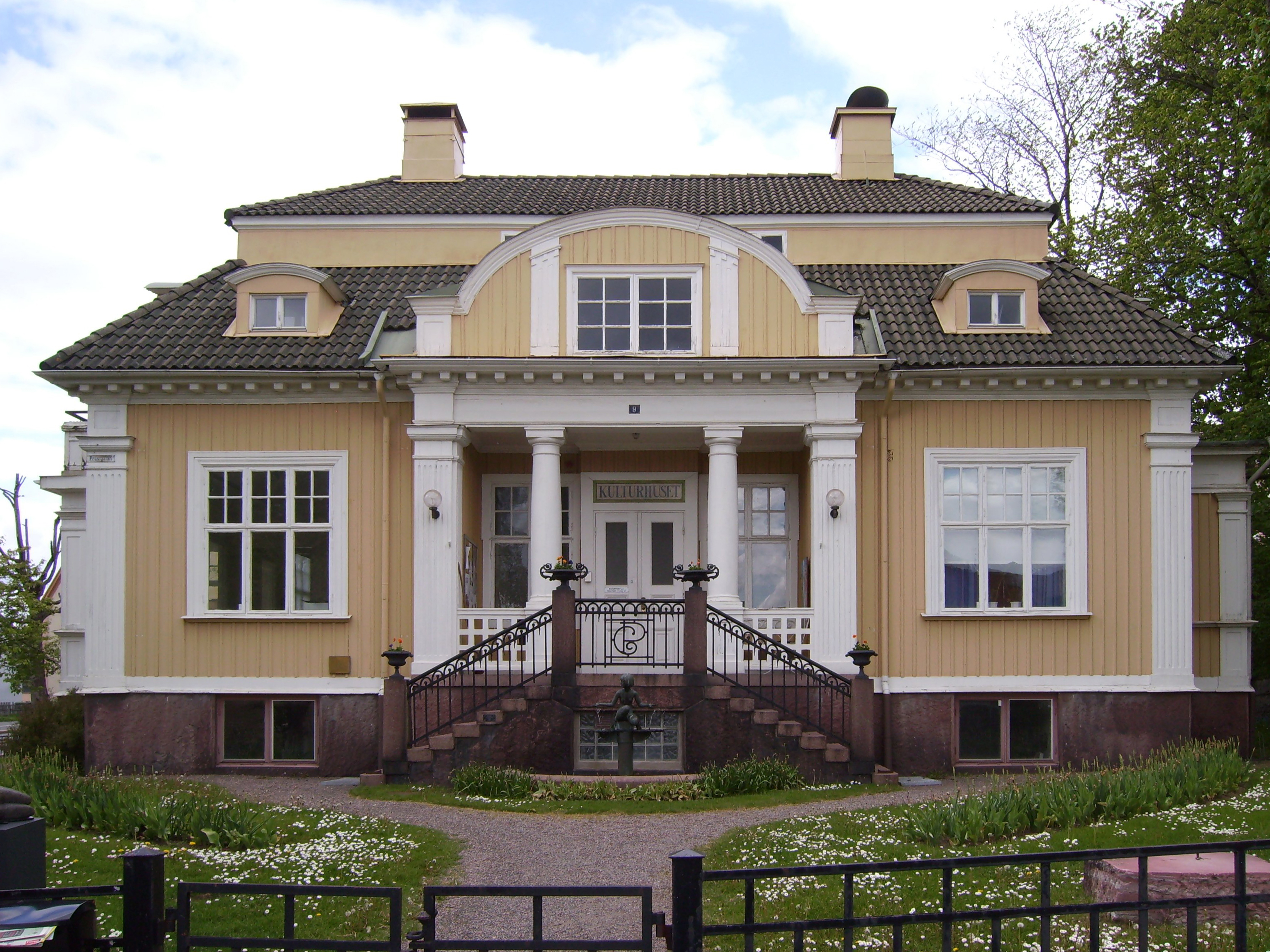
Casa de la Cultura en Nässjö
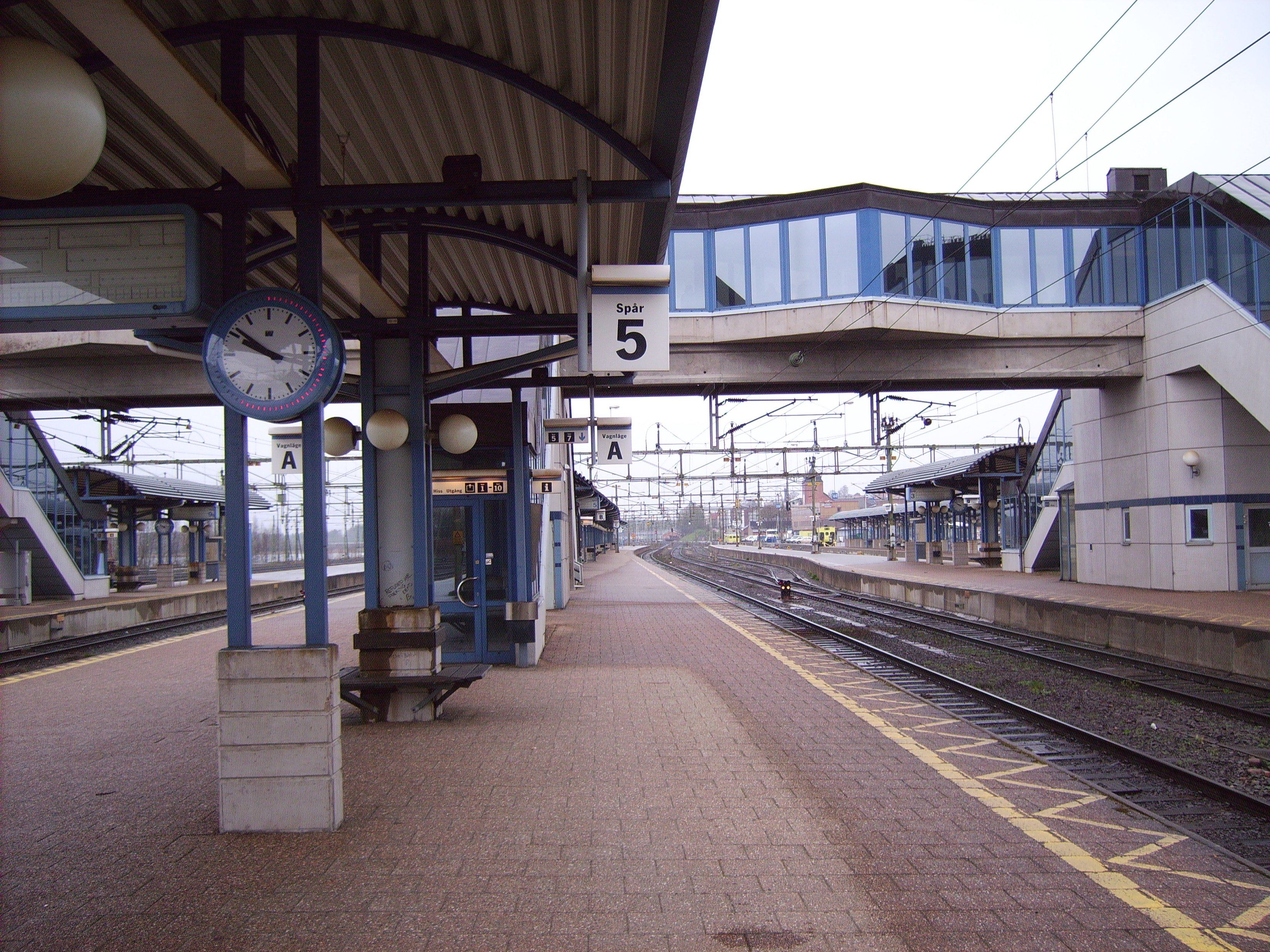
Central de Trenes en Nässjö
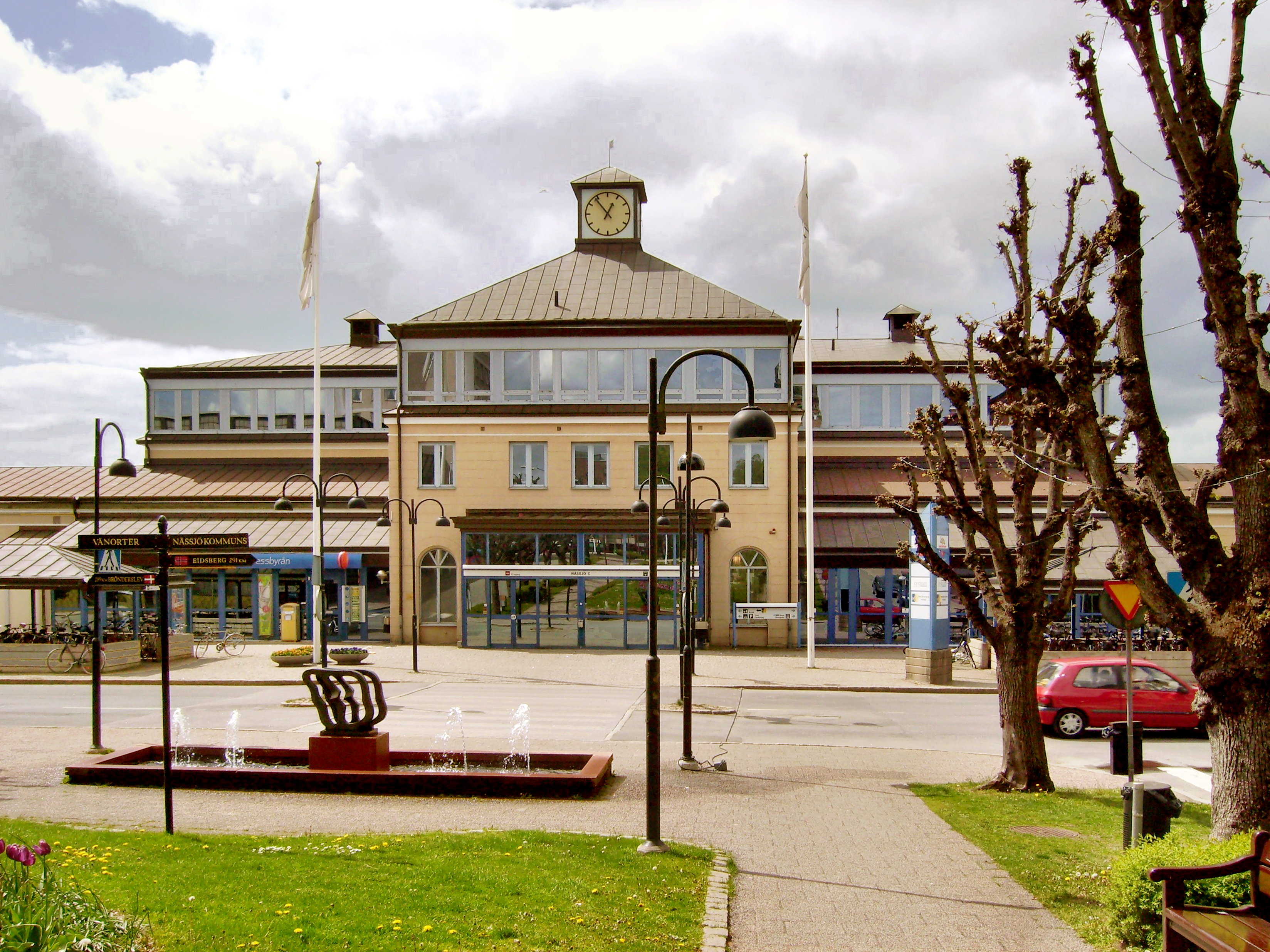
Estación Central
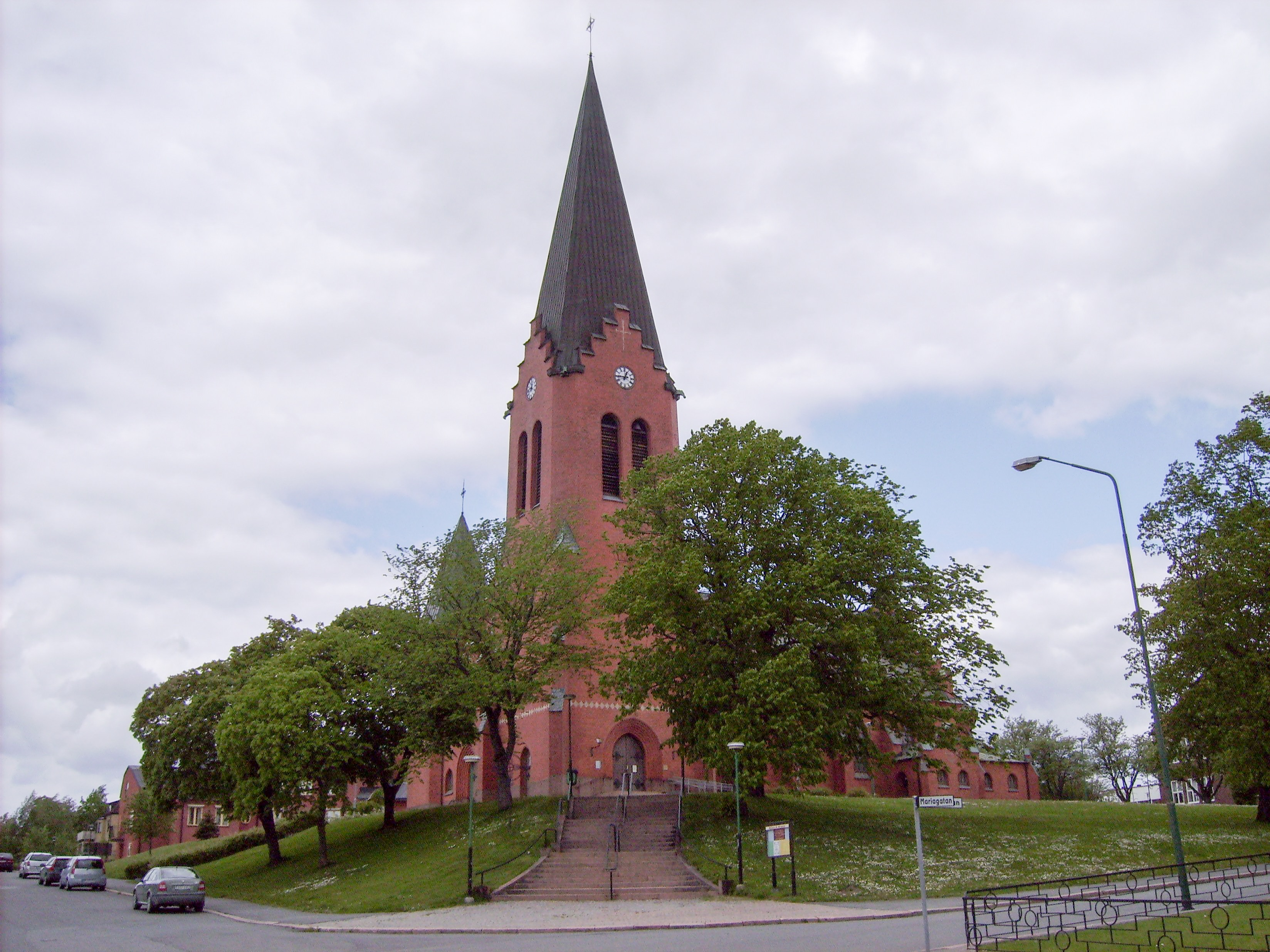
Iglesia de Nässjö
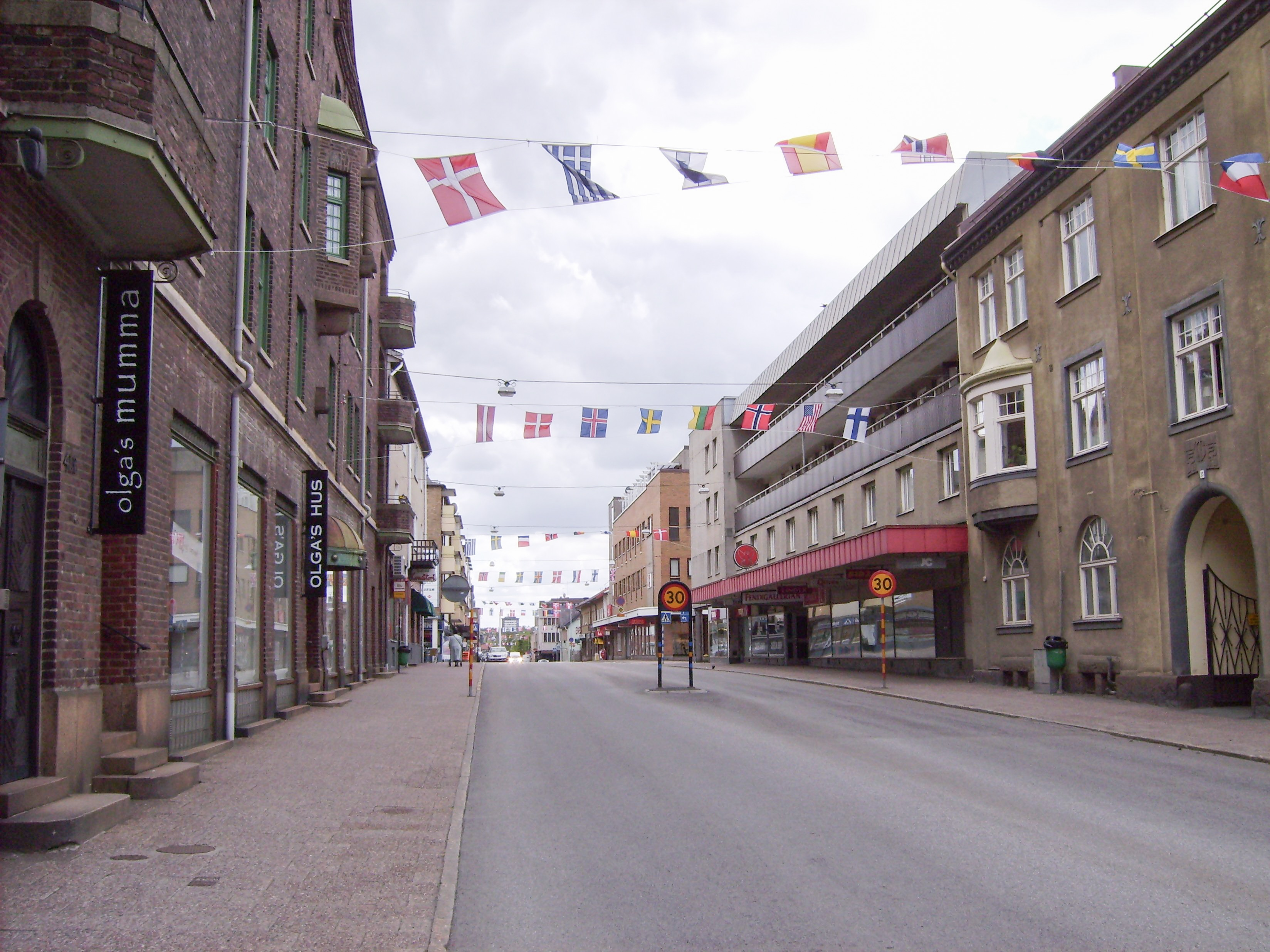
Calle central Rådhusgatan en Nässjö
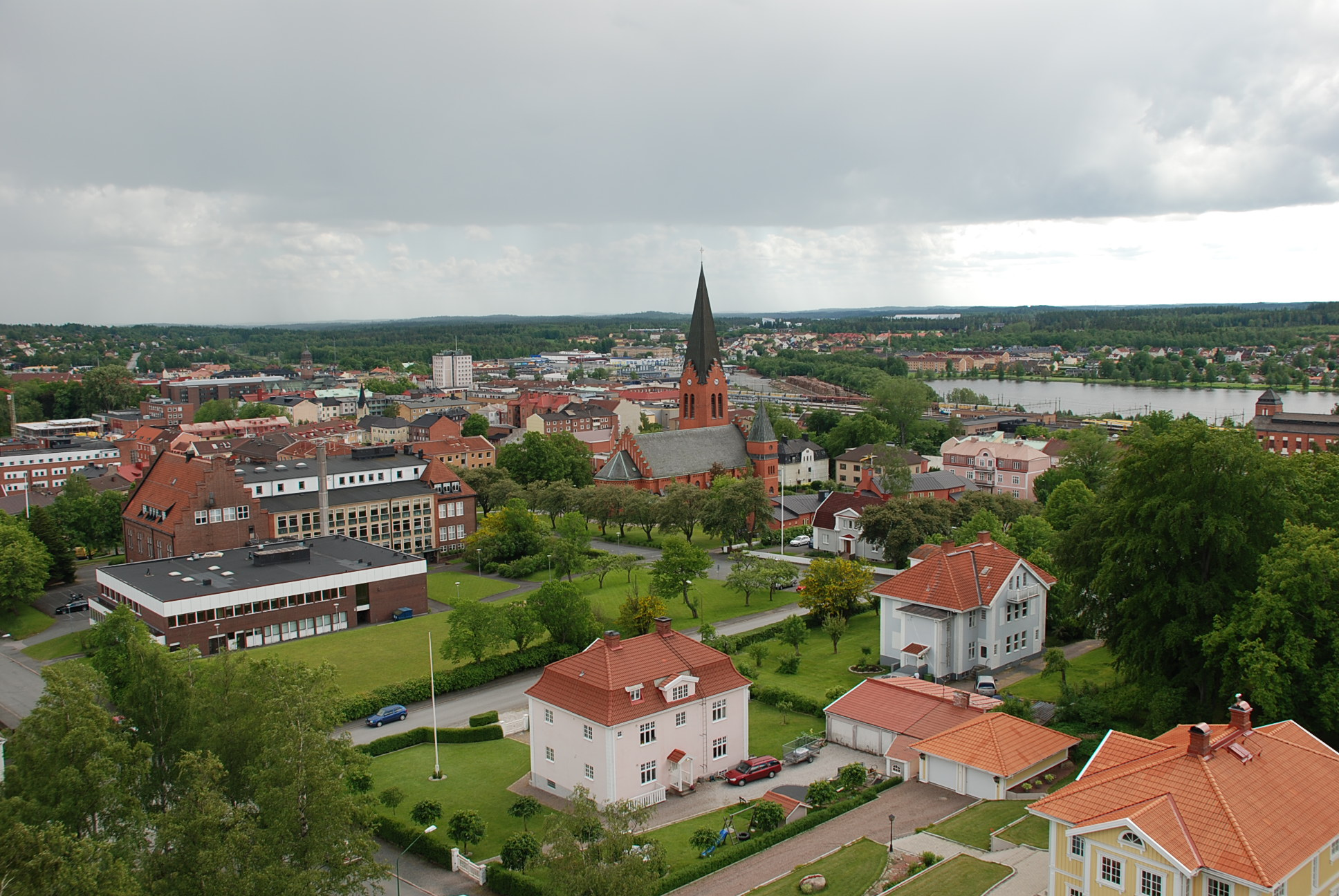
Nässjö desde una vista de la torre de agua

- Datos: Q654299
- Multimedia: Nässjö / Q654299